# Ефремов, Леонид Николаевич
Леонид Николаевич Ефре́мов (25 мая [7 июня] 1912, Воронеж, Российская империя — 24 июня 2007, Москва, Российская Федерация) — советский партийный, государственный деятель. Первый секретарь Курского (1952—1958), Горьковского (1958—1962) обкомов КПСС, Ставропольского крайкома КПСС (1964—1970). Кандидат в члены Президиума ЦК КПСС (23 ноября 1962 — 29 марта 1966). Первый заместителя Председателя Бюро ЦК КПСС по РСФСР с декабря 1962 по январь 1965. Член ЦК КПСС (1952—1971), член ЦРК КПСС (1971—1989).
Депутат Верховного Совета СССР 3—7 созывов. Депутат Верховного Совета РСФСР. Кавалер пяти орденов Ленина.

## Биография
Родился в семье учителя, рано потерял отца.
Окончил ремонтно-механический факультет Воронежского института механизации сельского хозяйства (1933). После учёбы работал техноруком ремонтно-тракторных мастерских в Абакане Омской области.
С 1935 г. заведующий машинно-техническим отделом, главный инженер производственного управления Воронежского областного земельного управления.
С 1937 г. работал на Воронежском авиационном заводе № 18 (выпускавшем Ил-2): инспектор, старший инспектор по ремонту оборудования, механик цеха, заместитель главного механика.
В 1940—1941 гг. старший приёмщик оборудования в Торгпредстве СССР в Германии. Член партии с 1941 года.
В 1941 г. вернулся на завод, где работал главным механиком, затем парторгом ЦК ВКП(б) Воронежского авиационного завода.
С 1946 г. секретарь Кировского райкома партии г. Куйбышева, с 1949 года второй секретарь горкома и обкома ВКП(б) (первым был А. М. Пузанов).
В 1951—1952 гг. председатель исполкома Куйбышевского областного Совета депутатов трудящихся.
Успев пробыть в августе 1952 г. два дня инспектором ЦК ВКП(б), был направлен на партработу в Курск. В 1952—1958 гг. первый секретарь Курского обкома КПСС. В 1957 году область была удостоена ордена Ленина.
С августа 1958 г. по декабрь 1962 г. первый секретарь Горьковского обкома КПСС. В 1959—1965 гг. член Бюро ЦК КПСС по РСФСР.
В 1962 г. переведён в Москву на должность первого заместителя Председателя Бюро ЦК КПСС по РСФСР и одновременно назначен председателем Бюро ЦК КПСС по руководству сельским хозяйством РСФСР.
В 1964—1970 гг. первый секретарь Ставропольского крайкома КПСС. На этом посту его сменил М. С. Горбачёв.
С 10.04.1970 г. по 1988 г. первый заместитель председателя Государственного комитета СССР по науке и технике (ГКНТ).
С 1988 г. пенсионер союзного значения.
Похоронен в Москве на Кунцевском кладбище.
Сын — Игорь Ефремов (1939—2010), композитор, автор музыки к советским художественным и мультипликационным фильмам.

## Награды
- 5 орденов Ленина (02.07.1945; 07.12.1957; 06.06.1962; 04.06.1982; 05.06.1987)
- орден Октябрьской Революции (09.09.1971)
- 3 ордена Трудового Красного Знамени (21.06.1943; 19.04.1967; 17.03.1976)
- орден Красной Звезды (01.01.1942)[2]
- медали

В 2002 году награждён медалью «За заслуги перед Ставропольским краем».

## Мемуары
- «Ренегат Горбачёв. Альянс двурушников. Ядовитая чаша Яковлева» (Ставрополь, 1996).
- «Годы жизни и работы в Москве. Государственный комитет СССР по науке и технике» (Москва, 1997)
- «Дорогами борьбы и труда» (Ставрополь, 1998; переизд. там же 1999)
- «Размышление ветерана о Великой победе» (Ставрополь, 1998)
- «Мы родом из Октября» (Ставрополь, 2001)